# Zespół Johanson-Blizzarda
Zespół Johanson-Blizzarda (łac. syndroma Johanson-Blizzard ang. Johanson-Blizzard syndrome, JBS) – genetycznie uwarunkowany zespół wad wrodzonych charakteryzujący się niedoczynnością zewnątrzwydzielniczą trzustki, hipoplazją skrzydełek nosa, hipodoncją, niedosłuchem odbiorczym  oraz niepełnosprawnością intelektualną. 

## Historia
Zespół został po raz pierwszy opisany w 1971 przez amerykańskich lekarzy Ann Johanson i Roberta Blizzarda. 

## Etiologia
Zespół Johanson-Blizzarda jest zespołem genetycznym dziedziczonym autosomalnie recesywnie. Zespół spowodowany jest uszkodzeniem genu UBR1 zlokalizowanego na ramieniu długim chromosomu 15, w regionie q13.

## Obraz kliniczny
Zespół charakteryzuje się rozpoczynającą się w dzieciństwie niedoczynnością zewnątrzwydzielniczą trzustki z obecnością tłuszczowych stolców, aplazją lub hipoplazją skrzydełek nosa. Dodatkowymi objawami są u ponad 50% przypadków: oligodoncja lub hipodoncja w zakresie zębów stałych, głuchota odbiorcza, zaburzenia rozwojowe skóry głowy, niski wzrost oraz niepełnosprawność intelektualna.

## Epidemiologia
Częstość występowania w Europie szacowana jest na 1 na 250 000 żywych urodzeń.

## Diagnostyka różnicowa
Podstawą rozpoznania jest stwierdzenie wrodzonej lub pojawiającej się w dzieciństwie niedoczynności zewnątrzwydzielniczej trzustki wraz z innymi charakterystycznymi zaburzeniami takimi jak aplazja lub hipoplazja skrzydełek nosa. Rozpoznanie potwierdza diagnostyka molekularna genu UBR1. Zespół Johanson-Blizzarda należy różnicować z mukowiscydozą, zespołem Shwachmana-Diamonda, zespołem  Pearsona, częściową agenezją trzustki, zespołem oczno-zębowo-palcowym oraz zespołem Adamsa-Olivera.

## Leczenie
Leczenie jest objawowe. Głównym problemem klinicznym jest niedoczynność zewnątrzwydzielnicza trzustki, która wymaga podawania enzymów trzustkowych oraz suplementacji witamin i odpowiedniej diety. Wady uzębienia można korygować protetycznie i chirurgicznie, natomiast słuch powinien być aparatowany jak najwcześniej celem umożliwienia maksymalnego rozwoju intelektualnego. W przypadku objawów ciężkiego zapalenia trzustki można rozważyć usunięcie trzustki wraz z jednoczesnym przeszczepem autogenicznym wysp trzustkowych. 

## Rokowanie
Rokowanie jest zależne od stopnia niewydolności trzustki, pacjenci prawidłowo prowadzeni mogą dożywać wieku dorosłego.